# Cryptopalpus ornatus
Cryptopalpus ornatus är en tvåvingeart som först beskrevs av Macquart 1843.  Cryptopalpus ornatus ingår i släktet Cryptopalpus och familjen parasitflugor. Inga underarter finns listade i Catalogue of Life.